# BMW 801發動機

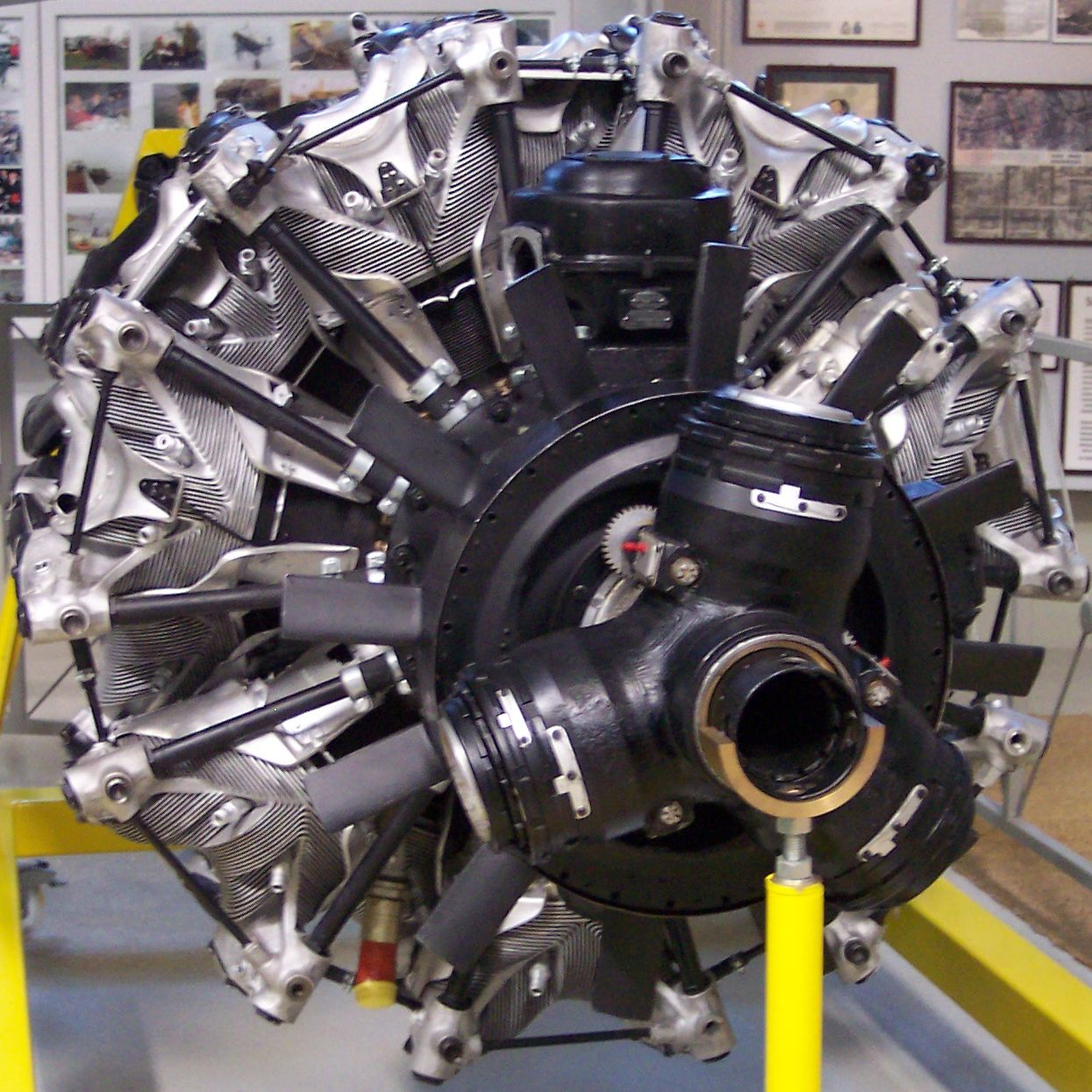
BMW801前面

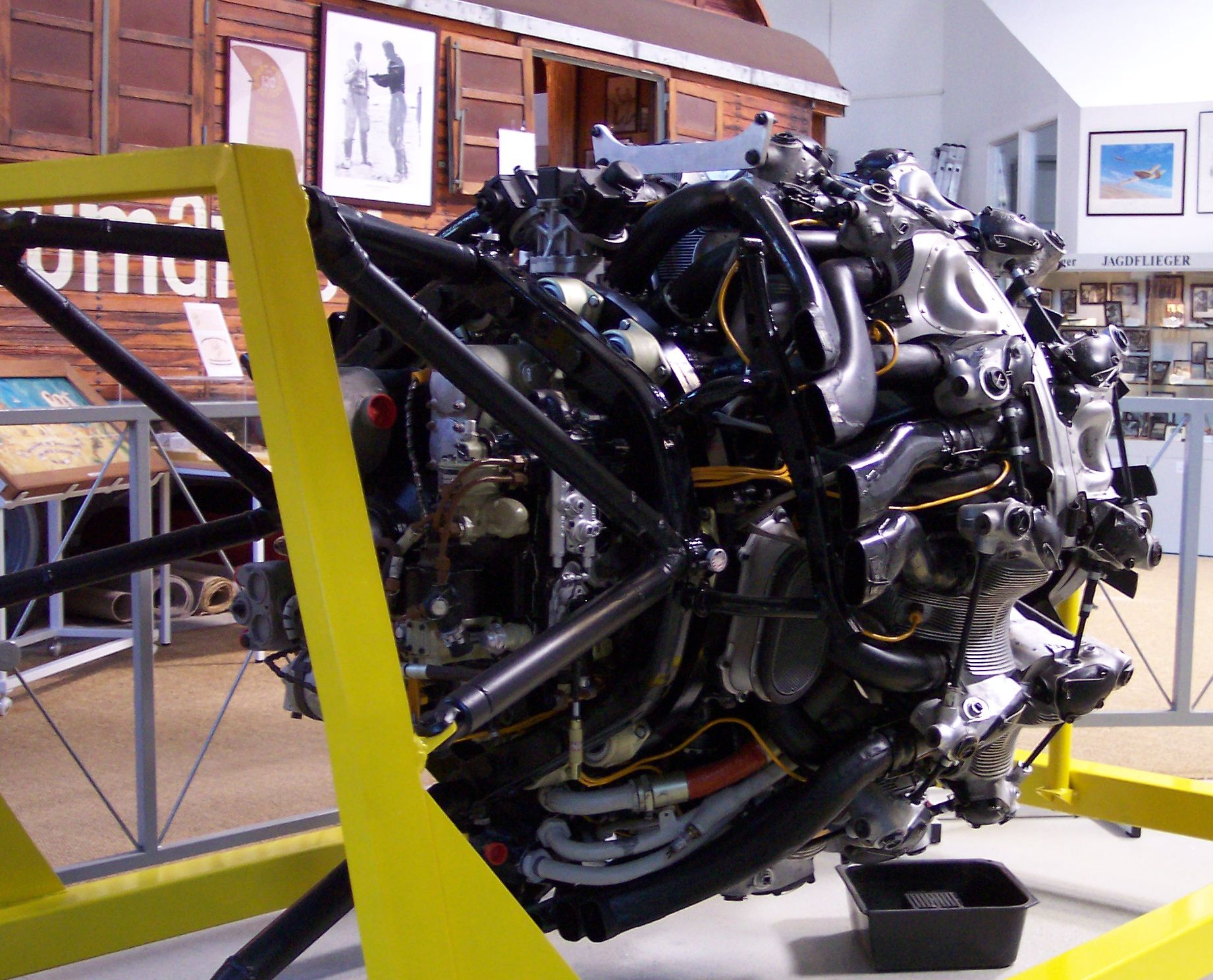
BMW801后方

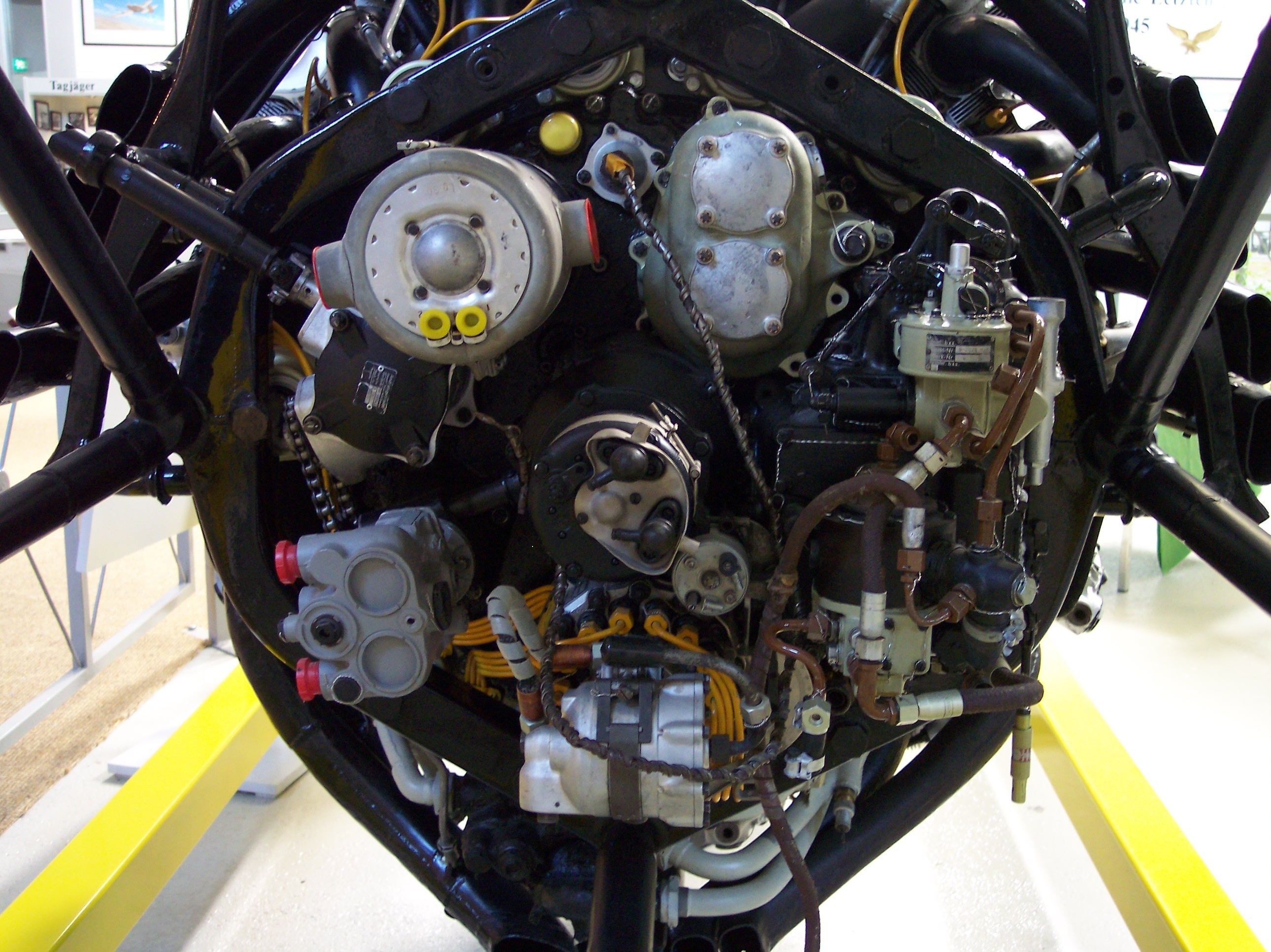
BMW801背面

BMW 801是德國在二次世界大戰期間最有名的空冷式發動機之一，其中使用最多的機種就是Fw 190A戰鬥機。
BMW公司於1929年取得美國普惠公司黃蜂（Hornet）氣冷式發動機的授權生產合約，而展開相關的發展工作，自行研發的第一種發動機為單排汽缸的BMW 132型。1935年德國空軍決定撥款給兩家公司，各自研發氣冷式發動機，BMW利用兩顆BMW 132型組裝雙排，18汽缸的BMW 139型發動機，並且使用在Fw 190的原型機進行試飛。
BMW 139的表現不如預期，加上1938年10月BMW 801已經展開組裝，次年進行運轉測試，稍後進入量產，裝在Fw 190A戰鬥機上。後期的Fw 190D則換裝Jumo 213液冷式發動機，以改善高空性能，對付盟軍的轟炸機群。之後BMW 801引擎只可以應用於轟炸機或偵察機等等用途。
BMW 801的特徵是率先使用燃料噴射裝置，其導致輸出馬力較大;還有增設抽冷氣扇讓引擎冷卻與提升高空性能的MW 50(水-甲醇)噴射裝置，因為研製新型輸出馬力更大引擎遇上不少問題（尤其是BMW 802與BMW 803），加上引進嚴重複雜機械結構而遲緩，所以會在BMW 801引擎生產出更多種改良型號提供給轟炸機與偵察機使用。
BMW 801在二次世界大戰期間生產了28,000台引擎，提供給戰鬥機和轟炸機與偵察機(據傳有不少軍事研究專家指BMW 801引擎生產數量不止三萬台，甚至超過六萬五千台，但是乃然查證)。

## 改良型號
- BMW 801A與BMW 801B

初期試驗生產型號，只是用87辛烷值燃料，至於BMW 801L用途是在北非的熱帶沙漠地方，馬力為1,500(A型)和1,550匹(B型和L型)。
- BMW 801C

由於上述型號的馬力不足和散熱問題，C型是正式生產型號，更改油壓系統和加強冷卻引擎的散熱扇，保持引擎輸出最大馬力，馬力為1,575(C型)和1,600匹(C-2型)。
- BMW 801D與BMW 801G/H

加強BMW 801在高空性能不足和供應更多軍機需求，因此在C型調整燃料噴射器和壓縮比，同時更改為100辛烷值燃料，其中G型是D型基礎用於轟炸機是修改機械增壓器和加強減速器(其中H型是油壓與電動逆時針方向螺旋槳旋轉，只是試驗品)，D-2型是增設MW-50水甲醇噴射裝置來加強高空性能，馬力為1,700和1,750匹(前者是D型，後者是D-2型和G型和H型，其中有大部分D-2型增設MW-50水甲醇噴射裝置供應給Fw 190C，馬力為2,000匹)。
- BMW 801E與BMW 801R

由於研製新型轟炸機必需使用大馬力引擎，加上BMW 802與BMW 803引擎研製過份複雜導致失敗，因此工程師開始在G和H型基礎上增加高空性能，加強機械增壓器和變速箱，同時調整燃料噴射器和壓縮器比例，在高度6,000至7,000米以內保持1,500至1,650匹馬力，至於R型是改用2段4速的機械增壓器和增加為兩段散熱扇，在高度11,000米以內保持1,500至1,650匹馬力，馬力為1,975匹。(R型預計是2,275匹馬力，至於有計劃部分E型改為E-2型增設MW-50水甲醇噴射裝置供應給新型Fw 190使用於試驗飛行，E-2型輸出馬力為2,500匹)
- BMW 801F

基於E型性能和生產時間問題，好快由F型取代和開始大量生產，主要是加強燃料噴射器和壓縮器比例，兩段散熱扇和更換高速向後排放廢氣獨立排氣管，更改為2段3速的機械增壓器來加強高空性能，可是準備大量生產時戰爭結束，馬力為2,400匹。
- BMW 801J與BMW 801Q

前者以D-2型基礎上改為渦輪增壓器提高軍機性能，後者以E型一樣，但是同時保留E型加強機械增壓器和變速箱一起驅動時於12,500米保持1,700至1,755匹馬力，有部分TJ和TQ型改為TJ-2和TQ-2增設MW-50水甲醇噴射裝置加強高空性能，只是試驗引擎樣品，馬力為1,800匹和2,250匹。(至於TJ-2和TQ-2馬力為1,900和2,400匹馬力)

## 後續BMW的空冷星型引擎
除了BMW 80114缸空冷星型引擎外，在二次世界大戰中BMW公司還會研製適用於高空與大馬力的後續型引擎，應用在新軍機(例如是戰鬥機和轟炸機)來壓擊同盟國空軍和首都(例如倫敦、華盛頓、莫斯科)，就是BMW 802和BMW 803的大馬力和高空專用引擎。
BMW 802是將BMW 801變身為18缸空冷星型引擎，比起BMW 139的馬力多出50%(2,563匹馬力)和增設兩段抽冷氣扇,計劃應用於研製新型高空戰鬥機(例如P.8011或Fw 190改裝高空型戰鬥機、高空和高速與長距離戰略轟炸機Ju 488轟炸機、甚至有更多軍機型號都會計劃選用該引擎)。
BMW 803是將兩台BMW 801串聯合體為28缸空冷星型引擎，比BMW 801的重量和馬力多出3倍(重量為3,000公斤、輸出為3,900匹馬力)，計劃應用於研製新型洲際轟炸機(例如Fw 238、Ta 400、Me P.0801、甚至有更多新型洲際轟炸機都會用BMW 803作為主要動力計劃)。
可是渦輪噴射引擎、渦輪螺旋槳引擎成功研製(尤其是Jumo 004排頭上生產線)，加上戰爭中期受到盟軍空襲導致進度緩慢，帝國航空部決定以優先研製和生產渦輪噴射
軍機，以便盡快投入新型軍機迎擊盟軍飛機，引致上述兩種型號未能投產而等待至投降日被盟國回收。

## 性能參數
| BMW801A氣冷活塞發動機 |            |
| 汽缸內徑              | 156毫米    |
| 行程                  | 156毫米    |
| 汽缸容量              | 41.8公升   |
| 壓縮比                | 7.22：1    |
| 減速齒輪比            | 0.542：1   |
| 燃料種類              | 辛烷值87   |
| 起飛輸出              | 1600匹馬力 |
| 最大輸出              | 1380匹馬力 |
| 海平面巡航輸出        | 1280匹馬力 |